# Jovem Pan FM Fortaleza
Jovem Pan FM Fortaleza é uma emissora de rádio brasileira sediada em Fortaleza, capital do estado do Ceará, que opera na frequência modulada de 94,7 MHz, outorgada no município de Maracanaú, e é afiliada à Jovem Pan FM, rede com programação jovem/adulta gerada em São Paulo. Pertence ao Grupo Cidade de Comunicação, que também administra, entre outras estações, a Jovem Pan News Fortaleza.

## História
A emissora teve início em 12 de agosto de 1988, quando o Grupo Cidade inaugurou pela frequência a Sucesso FM. Arrendada ao empresário José Possidônio Peixoto, utilizava sua grade de programação para divulgar bandas de forró, o que era comum no dial de Fortaleza naquele período. Com o fim do arrendamento em maio de 1994, a emissora começou a retransmitir em caráter experimental a programação da recém-inaugurada rede Jovem Pan FM, e em 24 de março de 1995 passou a atuar como uma de suas primeiras afiliadas oficiais. Assim como algumas estações coirmãs chegou a estar arrendada à D&E Entretenimento, tendo o Grupo Cidade retomado seu controle em 2017.